# Редоєшть
Редоєшть, Редоєшті (рум. Rădoiești) — комуна у повіті Телеорман в Румунії. До складу комуни входять такі села (дані про населення за 2002 рік):
- Редоєшть-Вале (782 особи) — адміністративний центр комуни
- Редоєшть-Дял (1242 особи)
- Четатя (526 осіб)

Комуна розташована на відстані 82 км на південний захід від Бухареста, 24 км на північний захід від Александрії, 108 км на схід від Крайови.

## Населення
За даними перепису населення 2002 року у комуні проживали 2550 осіб, усі — румуни. Усі жителі комуни рідною мовою назвали румунську.
Склад населення комуни за віросповіданням:
| Релігія      | Кількість осіб | Відсоток |
| ------------ | -------------- | -------- |
| православні  | 2428           | 95,2%    |
| адвентисти   | 121            | 4,7%     |
| не релігійні | 1              | < 0,1%   |

## Зовнішні посилання
- Дані про комуну Редоєшть на сайті Ghidul Primăriilor